# Alexandru Priadcencu
Alexandru Priadcencu (n. 26 august 1902, Chișinău – d. 26 iulie 1981, București) a fost un inginer agronom român, membru corespondent al Academiei Române.

## Distincții
- Ordinul Muncii clasa a II-a (31 mai 1957) „pentru merite deosebite în muncă, cu ocazia celui de al II-lea Congres al Asociației Științifice a Inginerilor și Tehnicienilor din Republica Populară Romînă”[2]
- Ordinul „23 August” clasa a V-a (12 august 1959) „pentru activitate rodnică în dezvoltarea științei și culturii din Republica Populară Romînă”[3]